# In Your Hands (film)
Pour l’article homonyme, voir In Your Hands pour la chanson.
Pour plus de détails, voir Fiche technique et Distribution.
In Your Hands (en danois : Forbrydelser) est un film danois réalisé par Annette K. Olesen et sorti en 2004.
Le film suit les recommandations du mouvement Dogme95 et porte le numéro 34 dans leur numérotation.

## Fiche technique
- Réalisation : Annette K. Olesen
- Musique : Jeppe Kaas
- Photographie : Boje Lomholdt
- Montage : Bodil Kjærhauge, Molly Marlene Stensgaard

## Distribution
- Ann Eleonora Jørgensen : Anna
- Trine Dyrholm : Kate
- Nicolaj Kopernikus : Henrik
- Sonja Richter : Marion
- Lars Ranthe : Frank
- Henrik Prip : Læge